# 吉田嘉久
吉田 嘉久（よしだ よしひさ、1942年12月7日 - ）は、フリースタイルのレスリング選手である。階級はフライ級（52kg級)。

## 来歴
法政二高時代に柔道からレスリングに転向する。法政大学に進むと、1964年の全日本選手権フライ級では吉田義勝に敗れて2位にとどまり、東京オリンピックには出場できなかった。1965年には全日本選手権で優勝すると、世界選手権でも優勝を成し遂げた。現在は法政大学レスリング部のヘッドコーチを務めている。

## 主な戦績
- 1964年 - 全日本選手権　2位（フライ級）
- 1965年 - 全日本選手権　優勝（フライ級）
- 1965年 - 世界選手権　優勝（フライ級）